# Bronzedrongo
Der Bronzedrongo (Dicrurus aeneus, Syn.: Chaptia aenea) ist eine Vogelart aus der Familie der Drongos.
Er kommt auf dem indischen Subkontinent und in Südostasien vor.
Das Verbreitungsgebiet umfasst verschiedene bewaldete Lebensräume, bevorzugt tropische Laubwälder, gerne Lichtungen und Waldränder im Sommer bis 2000, im Winter bis 1200 m Höhe.

## Beschreibung
Der Bronzedrongo ist 22 bis 24 cm groß und wiegt zwischen 22 und 30 g. Er ist ein kleiner Waldbewohner mit schwarzem, bronze grün und blau glänzendem Gefieder. Der Schwanz ist flach und gegabelt, der breite abgeflachte Schnabel erinnert an einen Fliegenschnäpper. Zügel, Ohrdecken und Kehle sind schwarz, die Federn auf Scheitel, Nacken und oberer Brust sind verlängert. Die Iris ist braun.

## Stimme
Der Ruf des Männchens wird während der Brutzeit als laut und aufdringlich beschrieben. Es hat ein breites Repertoire von Pfiffen und ist ein sehr guter Imitator. Es soll auch im Mondschein rufen.

## Geografische Variation
Es werden folgende Unterarten anerkannt:
- D. a. aeneus Vieillot, 1817, Nominatform – Indischer Subkontinent (Himalayaausläufer von Uttarakhand, über Bangladesch bis zu den Eastern Ghats sowie Western Ghats südlich des Tapti), Südostasien und SüdChina (Xizang, Yunnan, Guangxi, Hainan)
- D. a. braunianus (Swinhoe, 1863) – Taiwan
- D. a. malayensis (Blyth, 1846) – Malaysia,  Sumatra und Borneo

## Lebensweise
Die Nahrung besteht hauptsächlich aus Insekten einschließlich Zweiflügler, Hautflügler und Schmetterlingen. Er jagt in Baumwipfeln, nimmt aber auch Nektar zu sich.
Die Brutzeit liegt zwischen März bis Juni, bereits im Februar in Kerala. Das von beiden Elternvögeln gebaute Nest ist eine flache Schale drongotypisch am Ende eines horizontalen Astes. Meist werden 3 oder 4 blass beige-rosa farbene Eier mit rötlichen oder violetten Sprenkeln gelegt. Die Geschlechter teilen sich das Brutgeschäft.

## Gefährdungssituation
Der Bestand gilt als nicht gefährdet (Least Concern).